# Mocksville
Mocksville és una població dels Estats Units i seu del comtat de Davie a l'estat de Carolina del Nord. Segons el cens del 2000 tenia 4.178 habitants.

## Demografia
Segons el cens del 2000, Mocksville tenia 4.178 habitants, 1.627 habitatges i 1.067 famílies. La densitat de població era de 234,5 habitants per km².
Dels 1.627 habitatges en un 30,4% hi vivien nens de menys de 18 anys, en un 46,7% hi vivien parelles casades, en un 14,6% dones solteres, i en un 34,4% no eren unitats familiars. En el 30,7% dels habitatges hi vivien persones soles el 14,8% de les quals corresponia a persones de 65 anys o més que vivien soles. El nombre mitjà de persones vivint en cada habitatge era de 2,42 i el nombre mitjà de persones que vivien en cada família era de 2,97.
Per edats la població es repartia de la següent manera: un 23,5% tenia menys de 18 anys, un 8,9% entre 18 i 24, un 27,7% entre 25 i 44, un 21,4% de 45 a 60 i un 18,6% 65 anys o més.
L'edat mediana era de 37 anys. Per cada 100 dones de 18 o més anys hi havia 83,3 homes.
La renda mediana per habitatge era de 35.407 $ i la renda mediana per família de 42.357 $. Els homes tenien una renda mediana de 31.540 $ mentre que les dones 23.375 $. La renda per capita de la població era de 18.703 $. Entorn del 9,3% de les famílies i el 12,6% de la població estaven per davall del llindar de pobresa.

## Poblacions més properes
El següent diagrama mostra les poblacions més properes.